# Bockwindmühle

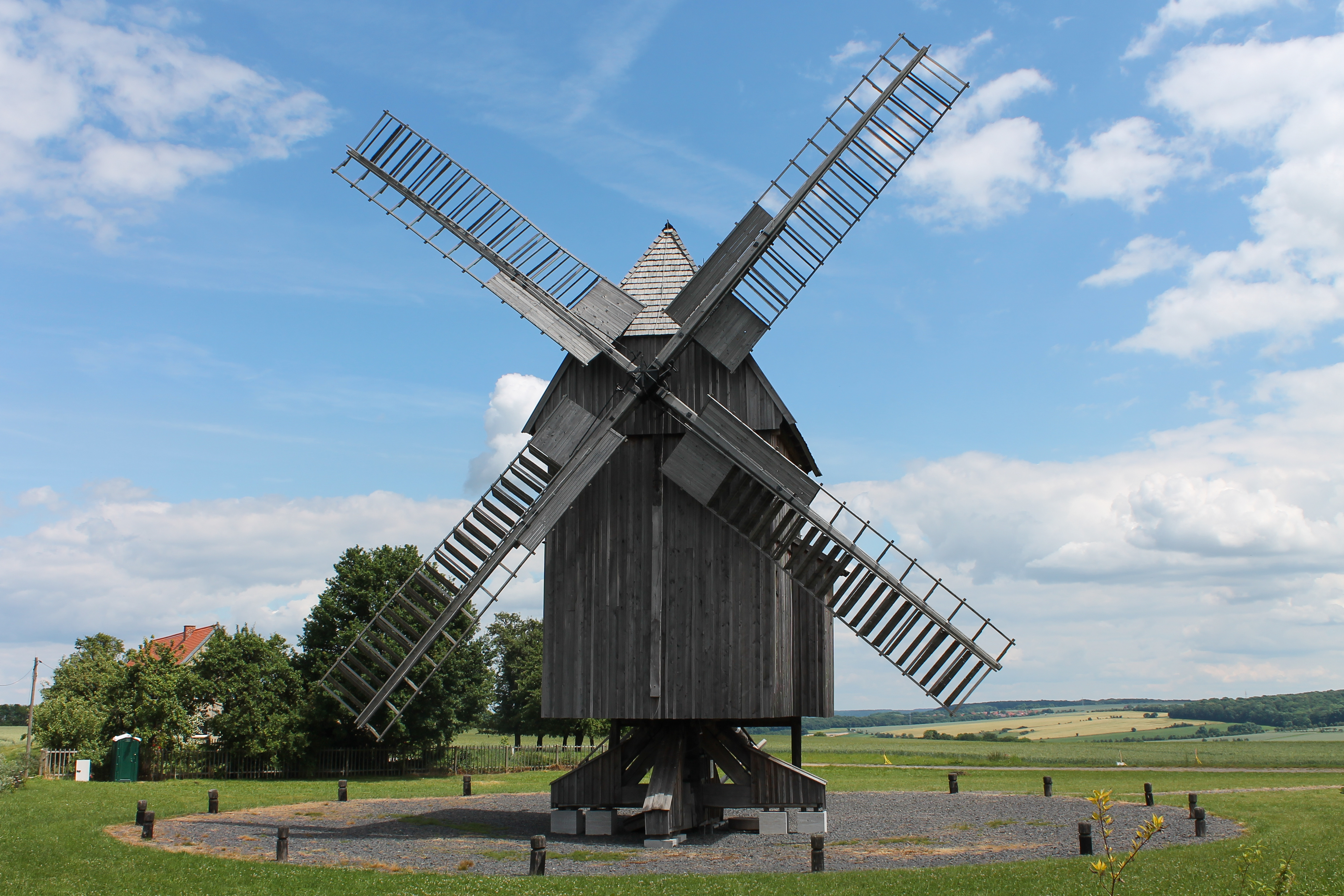
Wiederaufgebaute Bockwindmühle in Krippendorf, Thüringen

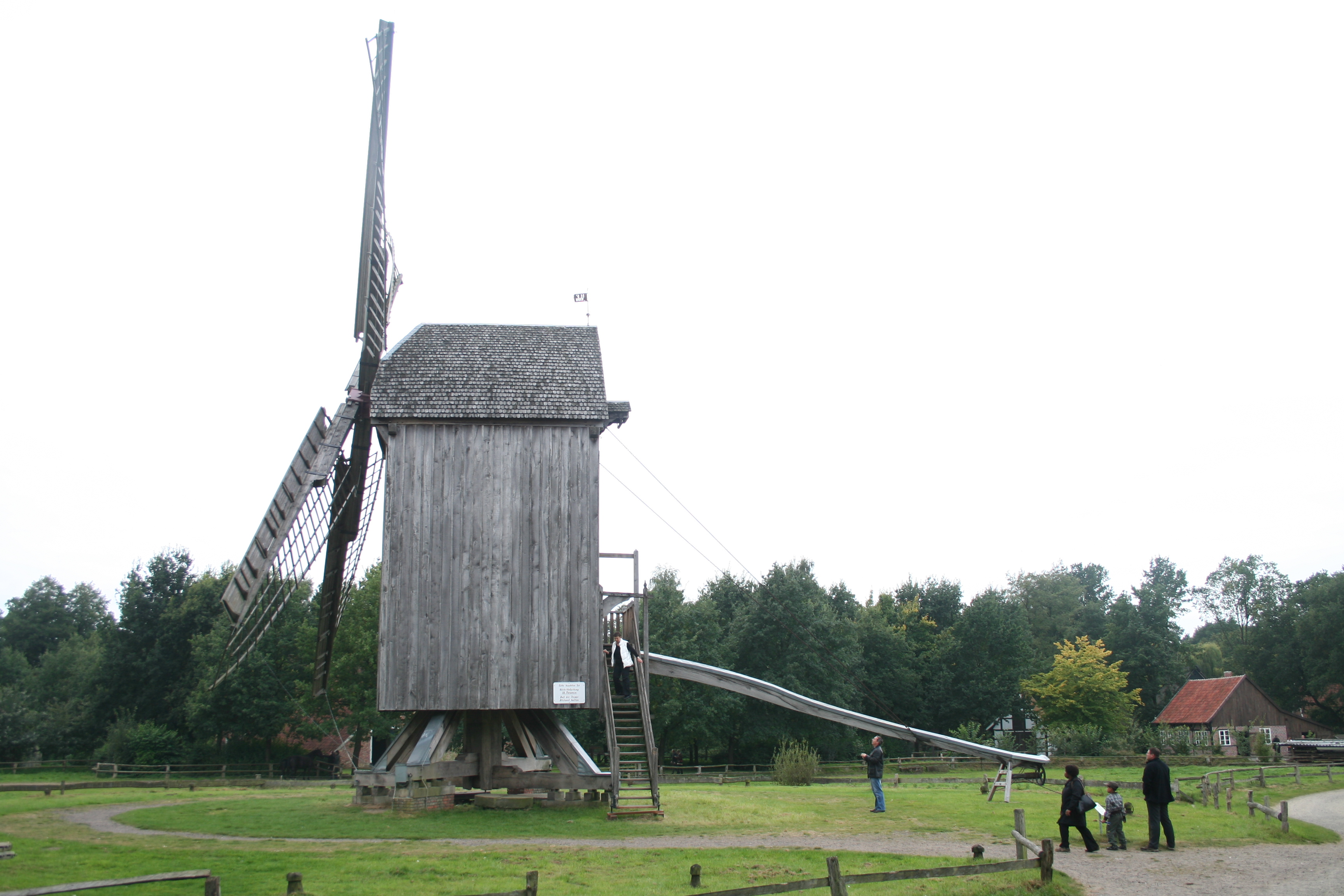
Bockwindmühle, wiederaufgebaut im Museumsdorf Cloppenburg. Die Mühle aus Essern, Landkreis Nienburg/Weser wurde gemäß Inschrift wahrscheinlich 1638 erbaut.

Die Bockwindmühle (auch Ständermühle, Kastenmühle oder Deutsche Windmühle) ist der älteste Windmühlentyp in Europa. Kernmerkmal dieses Mühlentyps ist es, dass das gesamte Mühlenhaus auf einem einzelnen dicken Pfahl (dem „Hausbaum“) steht, der senkrecht in einem unterhalb der eigentlichen Mühle befindlichen hölzernen Stützgestell (dem namengebenden „Bock“) befestigt ist. Auf dem Bock kann die gesamte Mühlenmaschinerie mittels der Hebelwirkung des Außenbalkens in den Wind gedreht werden. Diese Methode ist jedoch bei wechselnden Windrichtungen nicht optimal und sehr beschwerlich.

## Geschichte der Bockwindmühle

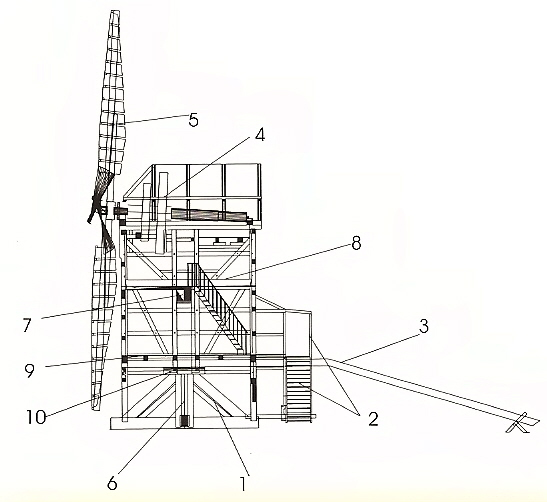
Aufbau einer Bockwindmühle:
1 Bockgerüst, 2 Treppe und Feise, 3 Steert/Sterz, 4 Kammrad,
5 Flügelkreuz, 6 Hausbaum, 7 Mehlbalken, 8 Steinboden,
9 Mehlboden, 10 Sattel

Früheste Erwähnungen von Bockwindmühlen gibt es in Belgien und Nordfrankreich zu Beginn des 11. Jahrhunderts. Sie treten im deutschen Raum häufiger seit Beginn des 15. Jahrhunderts auf und wurden normalerweise zum Mahlen von Getreide verwendet. Bockwindmühlen wurden in Norddeutschland seit dem 16. Jahrhundert nach und nach von den Holländermühlen verdrängt.
Der Name rührt von einem Untergestell, dem „Bock“ her, in dem das eigentliche Mühlenhaus (oder der Mühlenkasten) gelagert ist. Dieses meist aus Eichenholz gefertigte rechteckige Mühlengehäuse ist mitsamt dem Mahlgang, dem Getriebe und den Müllereimaschinen um den senkrecht stehenden „Hausbaum“ (etwa 65 Zentimeter im Durchmesser) oder Ständer drehbar. Der Mühlenkasten wird mittels eines Auslegerbaums, des sogenannten Steerts, so gedreht, dass die Mühlenflügel „im Wind stehen“, das heißt, der Wind bläst von vorne auf die Flügel und setzt sie in Bewegung. Unterstützt wird dieses Nachdrehen des gesamten Mühlenkastens mit den angehängten Flügeln durch rund um die Mühle in die Erde gerammte Pfähle: Mittels eines Flaschenzugs zwischen Pfählen und Steert kann die Mühle besser in den Wind gedreht werden.

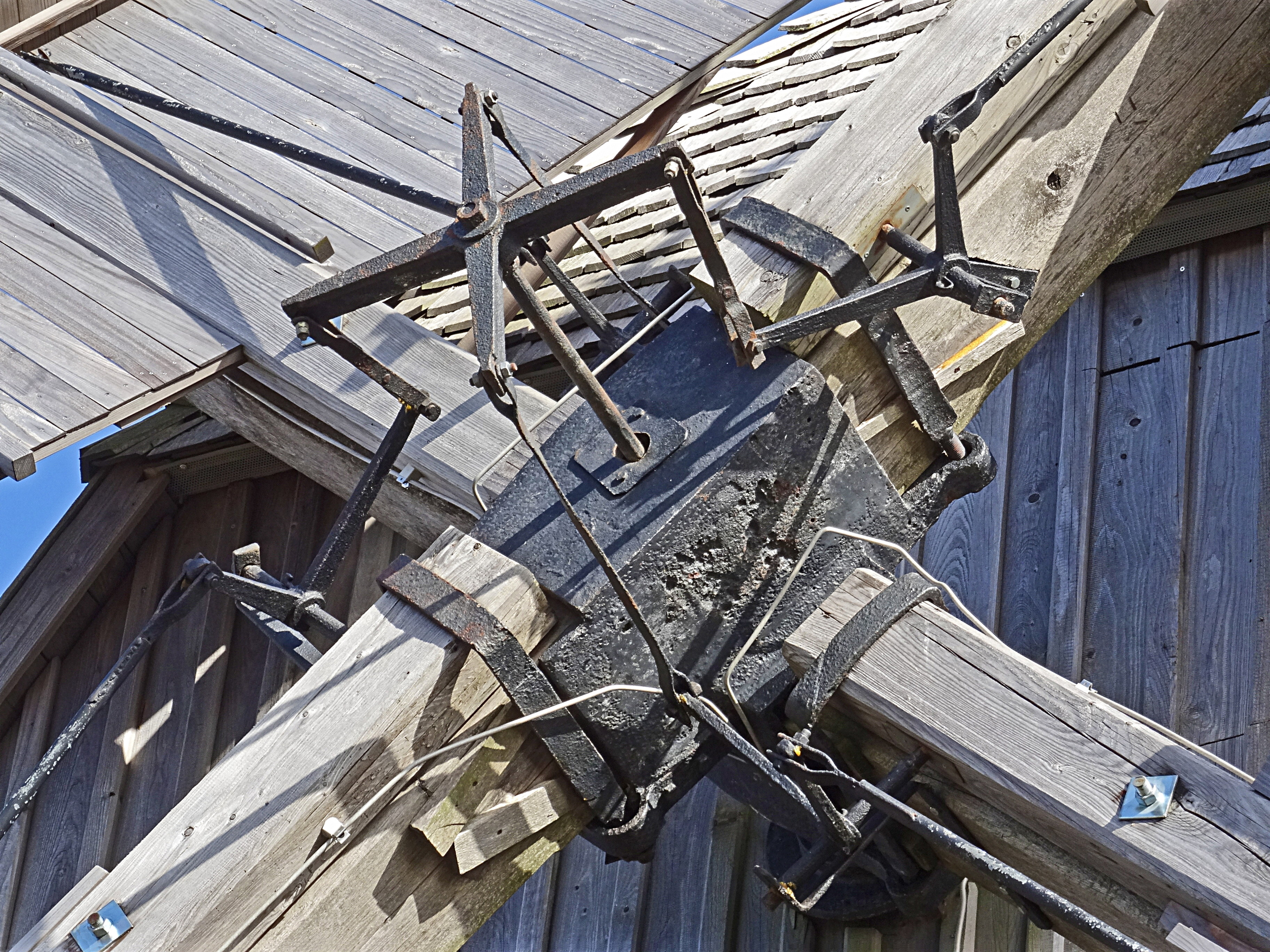
Flügel-Verstellmechanik

Die Krippendorfer Bockwindmühle besitzt eine Mechanik zum gleichmäßigen Verstellen der vier Flügel. Über ein Gestänge konnte durch die Flügelwelle hindurch je nach Windstärke die wirksame Fläche der Flügel (Windwiderstand) eingestellt werden und somit die mechanische Belastung der Gesamtkonstruktion reduziert werden sowie das Anlaufen bei wenig Wind verbessert werden.
Englische Bockwindmühlen (englisch: post mills) hatten anstelle des handbedienten Steertes überwiegend eine großdimensionierte Windrose an der Rückseite angebracht. Sie war auf einer radgestützten Aufhängung (Stuhl) montiert, die am unteren Ende der Zugangstreppe saß. Der Bock englischer Bockmühlen war – ähnlicher der Titzer Mühle – oft mit einem meist runden Steinbau (Rundbau, engl. roundhouse) umgeben.
Eine Treppe an der Rückseite des Gehäuses führte ins Mühleninnere. Die ganze Mühle konnte relativ leicht abgebaut und an einem anderen Ort wieder aufgebaut werden.

## Sonderformen der Bockwindmühle

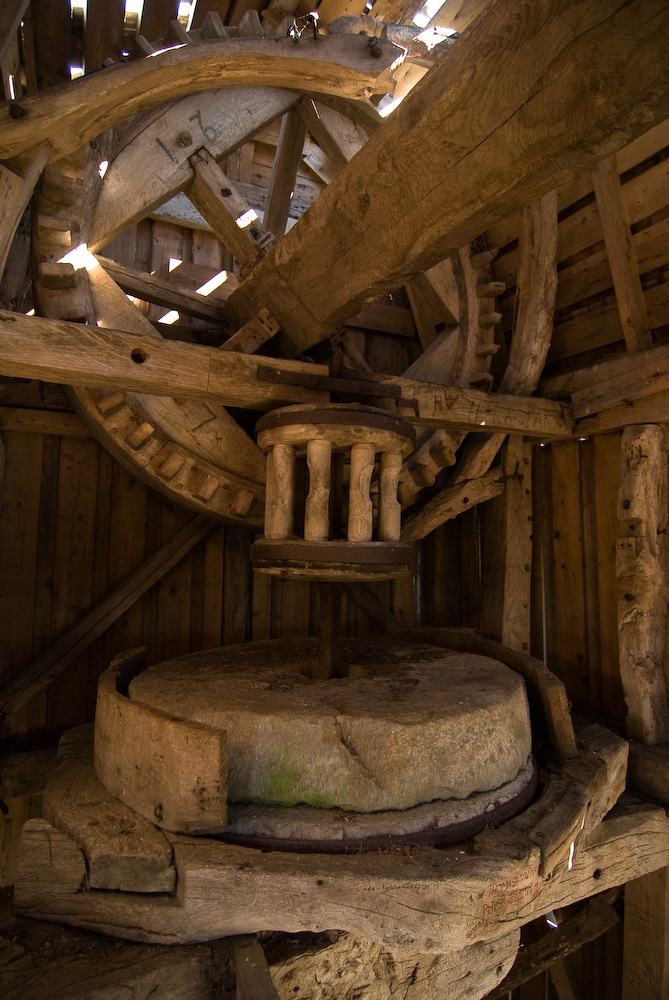
Blick in das mechanische Innenleben einer schwedischen Bockwindmühle auf der Insel Öland

Eine Weiterentwicklung der Bockwindmühle ist die Paltrockwindmühle, bei der das hölzerne Mühlenhaus und die Mühlentechnik nicht mehr auf einem Bock bzw. Hausbaum gelagert sind, sondern auf einem Rollenkranz gedreht werden. Dadurch erhält die Mühle zusätzlichen Lagerraum und kann auch in den Außenmaßen vergrößert werden.
Seit Beginn des 15. Jahrhunderts bekamen die Bockwindmühlen Konkurrenz von den in Holland daraus weiterentwickelten Kokerwindmühlen, ab dem 18. Jahrhundert von den bekannteren Holländerwindmühlen beziehungsweise im 19. Jahrhundert von den steinernen Turmwindmühlen, bei denen nicht mehr das gesamte Mühlenhaus drehbar gelagert werden musste. Dennoch gibt es in Deutschland noch heute etwas über 100 historische Bockwindmühlen. Die größte steht im Penkuner Ortsteil Storkow.
Besondere Erwähnung verdient die Bockwindmühle in Langenhagen. Diese Mühle wurde ursprünglich im Jahr 1602 etwas weiter nördlich zwischen Bissendorf und Wennebostel errichtet und 1878 an den heutigen Standort in Kaltenweide versetzt. Sie zählt zu den ältesten Mühlen dieses Typs. Abweichend vom üblichen Aufbau befindet sich der Bock 110 cm über der Normalhöhe und die Flügel haben eine überdimensionale Länge von 21 m. Die Mühle ist in Privatbesitz und öffentlich zugänglich. Sie gilt als Wahrzeichen der Ortschaft Kaltenweide.

## Historische Abbildungen

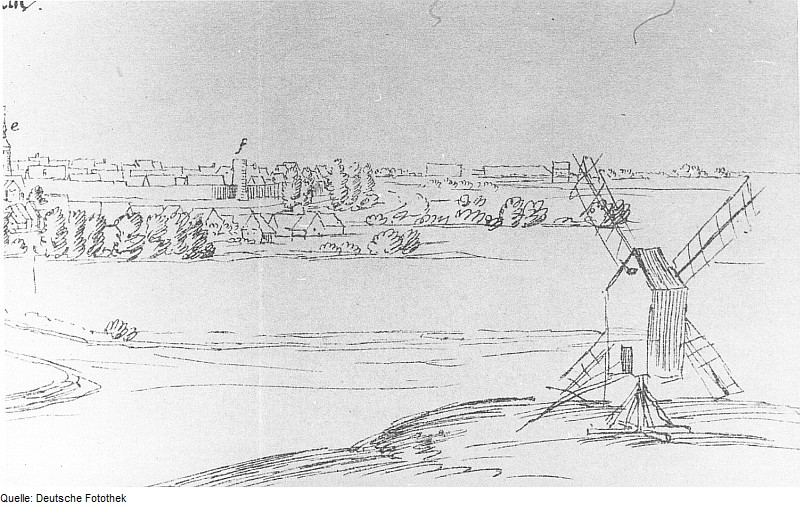
Bockwindmühle bei Prettin nach Wilhelm Dilich, um 1626–1629